# Bothragonus
Bothragonus – rodzaj morskich ryb skorpenokształtnych z rodziny lisicowatych.

## Klasyfikacja
Gatunki zaliczane do tego rodzaju:
- Bothragonus occidentalis
- Bothragonus swanii